# 北川由紀彦
北川 由紀彦（きたがわ ゆきひこ、1972年 - ）は、日本の社会学者。
専門は都市社会学。都市の貧困問題・ホームレス問題の研究家。
現在、放送大学教養学部教授、博士（社会学）。専攻：都市社会学。

## 来歴
愛知県出身。東京都立大学卒業。2003年東京都立大学大学院社会科学研究科博士課程単位取得退学。東京都立大学大学院社会学研究科で博士（社会学）の学位を取得。

## 主な著書
- 『日本で働く――外国人労働者の視点から』伊藤泰郎・崔博憲編 共著 本人担当範囲:第4章「建設業と外国人労働者」（125-144頁）松籟社 2021年3月25日
- 『社会学概論』 放送大学教育振興会 2021年3月
- 『グローバル化のなかの都市貧困――大都市におけるホームレスの国際比較』山口恵子・青木秀男編 担当:共著, 担当範囲:第1章,第5章,終章, (26-61頁,118-121頁,357-377頁))ミネルヴァ書房 2020年3月30日
- 『コミュニティ・ユニオン――社会をつくる労働運動』文貞實編 共著,担当範囲:第３章「何を求めて参加しているのか――どのような人々がコミュニティ・ユニオンを支えているのか」（89-107頁）松籟社 2019年3月
- 『社会調査の基礎』（山口恵子と共著）担当範囲:第1〜5，9〜15章)放送大学教育振興会2019年3月
- 『都市社会構造論』 (森岡淸志と共編著）担当範囲:第１，５，９，１４〜１５章（9-23頁，69-85頁，130-141頁，191-218頁）放送大学教育振興会 2018年3月
- 『都市と地域の社会学』（森岡淸志と共編著）担当範囲:第１，２，６，８，１５章（9-32頁，76-88頁，105-116頁，204-220頁） 放送大学教育振興会 2018年3月
- 『貧困問題の新地平 もやいの相談活動の軌跡』丸山里美編 担当範囲：第２，７章（27-49頁，121-137頁）旬報社 2018年2月
- 『移動と定住の社会学』（丹野清人と共著）担当範囲:第１，９〜１５章（10-19頁，138-225頁）) 放送大学教育振興会 2016年3月
- 『市民自治の知識と実践』山岡龍一・岡崎晴輝編担当「情報のリテラシー(1) 文献や調査結果を探す・読む」および「情報のリテラシー(2) 社会調査を実施する」放送大学教育振興会2015年3月20日
- 『グローバル化と私たちの社会』（原田順子と共編著）担当範囲:第３章 放送大学教育振興会 2015年3月
- 『新訂 社会調査の基礎』（山北輝裕と共著）担当範囲:第1〜5，9〜15章 放送大学教育振興会 2015年3月
- 『社会包摂/排除の人類学 開発・難民・福祉』内藤直樹・山北輝裕編 共著 昭和堂 2014年2月25日
- 『講座 日本の都市社会 第3巻 都市の生活・文化・意識』共著 文化書房博文社 2007年8月